# Capestang
Capestang település Franciaországban, Hérault megyében. Lakosainak száma 3413 fő (2022. január 1.). Capestang Ouveillan, Poilhes, Maureilhan, Montady, Montels, Nissan-lez-Enserune, Puisserguier és Quarante községekkel határos.

## Népesség
A település népességének változása:
| Lakosok száma | 3014 | 2675 | 2903 | 3010 | 3147 | 3133 | 3233 | 3281 | 3298 | 3413 |
|               | 1968 | 1982 | 1990 | 2006 | 2013 | 2015 | 2017 | 2019 | 2020 | 2022 |